# Lockheed Martin X-44
Bei der Lockheed Martin X-44 handelt es sich um zwei verschiedene Flugprojekte, die, abgesehen vom Hersteller, nichts miteinander zu tun haben.
Die X-44 „MANTA“ (Multi-Axis No-Tail Aircraft/Mehrachsen-Leitwerkloses Flugzeug) sollte die Möglichkeit testen, ein in allen Achsen voll manövrierbares Flugzeug zu bauen, das ohne Höhen- und Seitenleitwerk auskommt. Richtungsänderungen sollten nur durch reine 3D-Schubvektorsteuerung durchgeführt werden. Das Flugzeug sollte aus der F-22 durch Verlängern der Tragflächen und Entfernen des Leitwerks entwickelt werden. Das Projekt, das von der NASA und der U.S. Air Force geleitet wurde, kam jedoch nie über die Entwurfsphase hinaus und wurde im Jahr 2000 eingestellt.
Bei der X-44A handelt es sich dagegen um einen unbemannten Technologiedemonstrator für die Entwicklung eines UCAV. Die 9 m breite Drohne mit modularen Tragflächen absolvierte einige Testflüge im Jahr 2001. Die X-44A von Lockheed Martin, dessen Existenz erst 2018 bekannt gegeben wurde, war ein Konkurrenzentwurf zur Boeing X-45 und Northrop Grumman X-47 und ist technisch zwischen der RQ-3 Dark Star und P-175 Polecat einzuordnen.